# Lotoha'apai United
Maillots
Le SC Lotoha'apai est un club de football tongien basé à Veitongo.

## Histoire
C'est le club le plus titré de l'archipel avec 16 succès en championnat des Îles Tonga, ainsi qu'une victoire en Coupe des Tonga.
Le SC Lotoha'apai a également participé à quatre campagnes en Ligue des champions de l'OFC mais n'a jamais dépassé le stade de la phase de poules.

## Palmarès
- Championnat des Tonga  (16)
  - Champion : 1998, 1999, 2000, 2001, 2002, 2003, 2004, 2005, 2006, 2007, 2008, 2011, 2012, 2013, 2014, 2018
- Coupe des Tonga  (1)
  - Vainqueur : 2003